# Dolomedes titan
Espèce
Dolomedes titan est une espèce d'araignées aranéomorphes de la famille des Dolomedidae.

## Distribution
Cette espèce se rencontre en Nouvelle-Calédonie et au Vanuatu.

## Description
La femelle holotype mesure 34 mm.
Le mâle décrit par Raven et Hebron en 2018 mesure 17,0 mm et la femelle 21,67 mm.

## Systématique et taxinomie
Cette espèce a été décrite par Berland en 1924.

## Publication originale
- Berland, 1924 : « Araignées de la Nouvelle-Calédonie et des iles Loyalty. » Nova Caledonia. Zoologie, vol. 3, p. 159-255 (texte intégral).